# سکوتنگکی (شهرستان پیوترکوف)
سکوتنگکی (به لهستانی:  Skotniki) یک روستا در لهستان است که در گمینا الکساندروو (استان ووتسکی) واقع شده‌است.